# Весобрун
Весобрун (њем. Wessobrunn) општина је у њемачкој савезној држави Баварска. Једно је од 34 општинска средишта округа Вајлхајм-Шонгау. Према процјени из 2010. у општини је живјело 2.086 становника. Посједује регионалну шифру (AGS) 9190158.

## Географски и демографски подаци
Весобрун се налази у савезној држави Баварска у округу Вајлхајм-Шонгау. Општина се налази на надморској висини од 702 метра. Површина општине износи 51,1 km². У самом мјесту је, према процјени из 2010. године, живјело 2.086 становника. Просјечна густина становништва износи 41 становника/km².